# Harlow (filme da Magna)
Harlow é um filme estadunidense de 1965, do gênero drama biográfico, dirigido por Alex Segal, com roteiro de Karl Tunberg inspirado na vida da estrela de cinema Jean Harlow.
Lançado pouco antes do filme homônimo da Paramount, o filme tem Carol Lynley no papel-título.

## Sinopse
Após notar uma garota bonita no fundo de um filme de Laurel & Hardy, o ator Marc Peters dá uma dica ao magnata do estúdio Jonathan Martin, que lhe arranja um teste. Jean Harlow torna-se um sucesso da noite para o dia. Harlow não é uma atriz treinada, e é ridicularizada pelo experiente ator William Mansfield, mas ela é sexy e tem algo a que o público responde que faz dela uma estrela de Hollywood. Infelizmente para ela, ela também tem uma mãe, Mama Jean, que rapidamente capitaliza com o dinheiro e a fama da filha. Exigências por parte da família e do estúdio enervam Harlow, bem como seu impulsivo casamento com Paul Bern, que se mostra impotente e suicida. Harlow tem muitos casos infelizes e fica deprimida. Mas a atriz veterana Marie Dressler a convence a levar sua profissão mais a sério, então Harlow retorna ao oeste para estudar seu ofício. Quando ela volta para casa, o magnata de Hollywood, Louis B. Mayer, fica impressionado, assim como Mansfield, que também começa a se apaixonar por ela. Harlow, no entanto, contrai uma doença grave e morre aos 26 anos.

## Elenco
- Carol Lynley como Jean Harlow
- Efrem Zimbalist, Jr. como William Mansfield
- Ginger Rogers como "Mama" Jean Bello
- Barry Sullivan como Marino Bello
- Hurd Hatfield como Paul Bern
- Lloyd Bochner como Marc Peters
- Hermione Baddeley como Marie Dressler
- Audrey Totter como Marilyn
- John Williamscomo Jonathan Martin
- Audrey Christie como Thelma
- Michael Dante como Ed
- Jack Kruschen como Louis B. Mayer
- Celia Lovsky como Maria Ouspenskaya
- Robert Strauss como Hank
- Sonny Liston como lutador